# Heuriger
Heuriger je naziv za ugostiteljske objekte (vinske konobe) po istočnoj Austriji, zapravo po Beču i okolici u kojima vinogradari nude svoje mlado vino. Oni za to trebaju imati posebnu dozvolu. 
Heuriger je izveden iz riječi heuer = ove godine, to nije uobičajena njemačka riječ, već dijalektalna bavarsko - austrijska.
S jedne strane termin Heuriger odnosi se na ugostiteljske objekte, a s druge strane to je i naziv za mlado vino, koje se nakon Svetog Martina (11. 11) krsti i postaje staro (prestaje biti mošt).

## Povijest nastanka i karakteristike

### Karakteristike
Heurigeri imaju ograničenja u pogledu pružanja usluga, koje ih čine različitim od restorana. Samo vinogradari koji imaju vlastite vinograde imaju pravo na tu koncesiju, ali im je zabranjeno kupovati grožđe od drugih proizvođača ili točiti vino koje nisu sami proizveli.
Heurigeri mogu biti otvoriti tokom cijele godine, ili ograničeno, to ovisi o licenci za vrste jela koje poslužuju, ali kakva god bila - to uvijek moraju biti hladna jela (buffet), koje si gosti sami donose do stola. Obično su to vrsta pečenog mesa, kobasica i sireva. Za razliku od jela, konobari poslužuju vino. U Beču i njegovoj neposrednoj okolici, trenutno ima 170 Heurigera. Tipični Heuriger se da lako prepoznati po svežnju jelovih grančica (Buschen) iznad ulaznih vrata.
Po Beču, mnogi restorani imaju izgled Heurigera (zbog bolje prođe), ali su zapravo restorani s takvim dozvolama, koji toče tuđa vina, gdje se toči čak i pivo i kava, što je nezamislivo u pravim Heurigerima.
Sve do 20. st., vladao je običaj da si gosti donesu vlastitu hranu, a naruče jedino vino. Po Heurigerima uobičajeno sviraju mali orkestri (gitara, harmonika a ponekad i citra) tradicionalne bečke i austrougarske šlagere za napojnicu koju im daju gosti.
Većina onih koji su bili u Beču s nekom turističkom agencijom, zna za Heurige po Grinzingu, jer se to obično nudi u paket aranžmanima, poneki znaju da Heurigera ima i po Sieveringu i Nussdorfu, ali njih ima i po Perchtoldsdorfu, Maueru, Stammersdorfu, Guntramsdorfu, Gumpoldskirchenu, Gainfarnu, Dürnsteinu, Langenloisu, Neustift am Waldeu, Rustu, Königstettenu, Gamlitzu, Kitzecku i dolini Wachau.
Slični tipovi lokala postoje i po drugim njemačkim vinogradarskim krajevima; negdje se zovu Buschenschank (Štajerska), Straussen, Besenwirtschaft ili Heckenwirtschaft.
Vina po Heurigerima su obično dobivena mješanjem (Gemischter Satz) raznih sorti grožđa, njihova kvaliteta ovisi o znanju i trudu vinogradara, koji nastoje pronaći prave kombinacije za svoje vino. Danas sve više prevladava trend da se vina prave od samo jedne sorte grožđa, koje se prodaje flaširano u bocama od 0,75 l.

### Povijest
Tradicija da se prodaje mlado vino, gostima namjernicima vjerojatno je vrlo stara, ali ju je prvi ozakonio car Josip II - svojim dekretom 1784. On je tim zakonom dozvolio vinogradarima, i svim ostalim koji su pravili pića i jela od vlastitih sirovina da ih prodaju u vlastitim domaćinstvima. Carski zakon ograničio je granice Heurigera na brda oko Beča.
Danas je poslovanje Heurigera regulirano austrijskim zakonodavstvom.
Jedna varijacija Heurigera zove se Mostheuriger, gdje se poslužuje jabukovača ili vino od krušaka.

## Varijacije Heurigera po Sloveniji i Hrvatskoj
Sve do početka 1960-ih postojao je slični tip lokala po Sloveniji i gornjoj Hrvatskoj koja su se zvala Izletišta. Osobito ih je bilo puno po selima na Medvednici, - Gračani, Šestine, Grmoščica, gdje su lokalni vinogradari izletnicima u jesen nudili uglavnom - mošt za male pare. Promjenom zakona o ugostiteljstvu njihova djelatnost se ugasla, - danas su sva ta sela postala dijelovi grada i nema traga od nikakvih vinograda.

## Vanjske poveznice
- Heuriger: Wine-culture in Vienna